# دراخمای یونان
دراخمای یونان (به انگلیسی: Greek drachma) (به زبان بومی: Ελληνική Δραχμή) با کد ایزوی GRD، یکای پول رایج در کشور یونان بود. مسولیت کنترل این یکای پول برعهدهٔ بانک یونان قرار دارد. هر دراخما به یکصد لپتا تقسیم می‌شود؛ کشور یونان پس از پیوستن به منطقه یورو یکای پول خود را تغییر داد.

## نام دراخما
Darik یا Daric نام پول ایران در زمان هخامنشیان بوده که درکتاب مقدس تورات و انجیل نیز از آن یاد شده و هر دو واژه Dram و Drachma ریشه ایرانی دارند.
بنابر نظریه ارنست هرتسفلد، دریک از نام داریوش بزرگ گرفته شده‌است. ابراهیم پورداوود، ایران‌شناس، باورمند بود که یونانیان، نام سکه طلا در زمان داریوش بزرگ هخامنشی را چون منسوب به داریوش بزرگ بود به یونانی «دریکوس» (Dreikos) یا «داریک» یا «دریک» به معنی «داریوشی» می‌نامیدند. ولی برخی پژوهشگران بر این باور هستند که دریک از واژه ذَریگ یا زریگ در زبان پارسی باستان به معنی زرین (صفت نسبی از ریشه «دَرَنیه» (در اوستایی «زَرَنیه») به معنی زر) گرفته شده‌است.